# Vitali Medvediev
Vitali Myjailovych Medvediev –en ucraniano, Вiталiй Михайлович Медведєв– (Chirchik, 7 de mayo de 1983) es un deportista ucraniano que compite en esgrima, especialista en la modalidad de espada.
Ganó una medalla de plata en el Campeonato Mundial de Esgrima de 2013 y una medalla de bronce en el Campeonato Europeo de Esgrima de 2013, ambas en la prueba por equipos.

## Palmarés internacional
| Campeonato Mundial | Campeonato Mundial | Campeonato Mundial | Campeonato Mundial |
| Año                | Lugar              | Medalla            | Prueba             |
| ------------------ | ------------------ | ------------------ | ------------------ |
| 2013               | Budapest (Hungría) | Medalla de plata   | Espada por equipos |
| Campeonato Europeo |                    |                    |                    |
| Año                | Lugar              | Medalla            | Prueba             |
| 2013               | Zagreb (Croacia)   | Medalla de bronce  | Espada por equipos |